# Libcaca
Cet article possède un paronyme, voir Caca.
libcaca est une bibliothèque logicielle qui offre des fonctions de rendu graphique pour le mode texte des cartes vidéo informatiques. Libcaca est développée en C par Samuel Hocevar ainsi que Jean Yves Lamoureux.
Cette bibliothèque est un équivalent moderne à Aalib. En effet, elle offre des fonctionnalités intéressantes comme le support des caractères Unicode ou la gestion d'une palette pouvant aller jusqu'à 2048 couleurs. Cette bibliothèque est notamment connue pour son algorithme de tramage (dithering en anglais) qui permet par exemple de regarder des films dans un terminal informatique en mode texte, grâce à des logiciels comme MPlayer ou VLC media player. En réalité, ceci n'est qu'une des nombreuses fonctionnalités de la libcaca. La bibliothèque dispose de bindings pour les langages informatiques C++, Python, PHP, Java, .NET, et Perl.
Libcaca est distribué sous licence WTFPL version 2.

## Quelques logiciels utilisant libcaca
- MPlayer[6]
- VLC media player
- Toilet Un logiciel de FIGlet basé sur libcaca.
- GStreamer[7]

## Anecdotes
L'auteur de grsecurity, Brad Spengler, dans un exploit utilisant une faille de sécurité du noyau Linux utilise libcaca pour afficher dans un terminal l'extrait très symbolique du film 13 Tzameti dans lequel des gens jouent à la roulette russe.
Le 1er avril 2010, Youtube fait un poisson d'avril en proposant toutes ses vidéos au format TEXTp, expliquant que cette solution lui permet de faire un euro d'économie par seconde de bande passante.